# كانو (لاعب كرة قدم مواليد 1997)
فيكتور هوغو سواريش دوس سانتوس (بالبرتغالية: Victor Hugo Soares dos Santos‏) الشهير بـ كانو هو لاعب كرة قدم برازيلي في مركز الدفاع، ولد في 7 مارس 1997 في دوق دي كاكسياس في البرازيل. لعب مع بوتافوغو.

## وصلات خارجية
- كانو على موقع قاعدة بيانات كرة القدم.إي يو (الإنجليزية)
- كانو على موقع Soccerway.com (الإنجليزية)